# 日耳曼人路易
日耳曼人路易（德語：Ludwig der Deutsche，约806年/810年—876年8月28日），又稱德意志人路德維希， 首位東法蘭克國王（稱路德維希二世，840年—855年），巴伐利亞公爵（818年—855年），是皇帝虔诚者路易和他的妻子埃斯拜的埃芒加德（埃斯拜伯爵英格曼的女兒）的第三子。他在去世后得到日耳曼尼库斯的头衔以代表他统治过曾经罗马帝国的大日耳曼尼亚地区，反映了加洛林王朝认为其是罗马帝国合法后裔的主张。
日耳曼人路易與他的哥哥洛泰爾一世和丕平一世一同參加反對他們父親虔诚者路易的叛亂，以抗議他試圖讓他們同父異母的弟弟秃頭查理繼承法蘭克王國的一部分。在与父亲和兄弟进行了长期的冲突之后，843年签署的凡尔登条约将王国一分为三，日耳曼人路易得到了东法兰克王国，他于858-859年发起试图征服同父异母兄弟秃头查理的西法兰克王国的征战，但并未成功。860年代，王国发生了严重的危机，他的儿子们在东法兰克发起了叛乱，同时他在努力维持自己在领土上的权威。在870年签署的梅尔森条约中，他将洛塔林吉亚的大部分区域纳入自己的东法兰克王国。另一方面，他试图夺取皇帝和意大利国王的头衔，但没有成功。在王国东部，在与摩拉维亚人的冲突持续数十年之后，日耳曼人路易得以在874年与其达成长期和平协定。
日耳曼人路易于876年去世后，他的王國分給了他的三個兒子 — 長子卡洛曼分得巴伐利亞，次子青年路易分得薩克森，小兒子胖子查理分得士瓦本。

## 早年生活
日耳曼人路易早年生活中的一部分在他的祖父，查理曼的宫廷度过，据说他赢得了祖父对他的特殊宠爱。当虔诚者路易在817年将他的领土分给儿子们时，日耳曼人路易被任命去统治巴伐利亚公国，这遵循了查理曼的一贯做法：将本地王国赠予一个亲近的家庭成员，并使其成为自己的副手和地方统治者。日耳曼人路易在巴伐利亚的旧首都雷根斯堡统治王国。825年，他卷入了东部边境与索布人以及文德人的战争中。827年，他迎娶了奥特多夫的赫玛（Hemma，他的继母巴伐利亞的茱蒂絲的妹妹，两者都是韦尔夫（Welf）的女儿，他的财产遍布阿尔萨斯至巴伐利亚）。
在828和829年，日耳曼人路易发动了两场战役来打击试图进入潘诺尼亚的保加利亚人。在他担任地区统治者期间，他试图将他的领土扩张至莱茵-美因区。

## 儿子的反叛
日耳曼人路易在反抗其父虔诚者路易统治的第一次内战中的参与非常有限，但到了第二次内战，他的哥哥洛泰尔一世和丕平一世以胜利后会重新划分领土的承诺，说服他入侵阿勒曼尼亚，这是其父已经给予他们同父异母的弟弟秃头查理的领土。832年，日耳曼人路易率领着斯拉夫人军队入侵阿勒曼尼亚，但被其父虔诚者路易击退，他随后剥夺了日耳曼人路易的继承权。但这并没有起到任何效果，虔诚者路易很快被反叛的儿子们抓捕并被废黜。然而在虔诚者路易迅速复位之后，他与儿子日耳曼人路易达成合约，并于836年恢复了他对巴伐利亚的统治权，即便其实际统治权未丢失过。
日耳曼人路易此后又与839年煽动起了第三次内战，由于他的一块领土又一次被分给弟弟秃头查理，他再次入侵了阿勒曼尼亚。这次国王虔诚者路易反应迅速，不久之后，日耳曼人路易就被逼迫到了自己领土的东南角潘诺尼亚边疆区（March of Pannonia）。在武力逼迫下，两者达成了和平协定。

## 家庭
他娶了阿爾特多夫的艾瑪，兩人有子女七人。
- 希爾迪加爾德 (828年–856年)
- 卡洛曼 (829年–880年)，巴伐利亞國王
- 埃芒加德 (866年逝世)
- Gisela (c.830年-856年)
- 路易三世 (835年-882年)，薩克森國王
- Bertha (877年逝世)
- 查理三世 (839年-888年)